# Vision fantastique ou Asmodée
Vision fantastique ou  Asmodée est l'une des peintures à l'huile sur plâtre de la série des Peintures noires avec lesquelles Francisco de Goya avait décoré les murs de sa maison Quinta del Sordo. La série a été peinte entre 1819 et 1823. C’est la toile la plus énigmatique de la série, et probablement de l’œuvre de Goya.

## Contexte

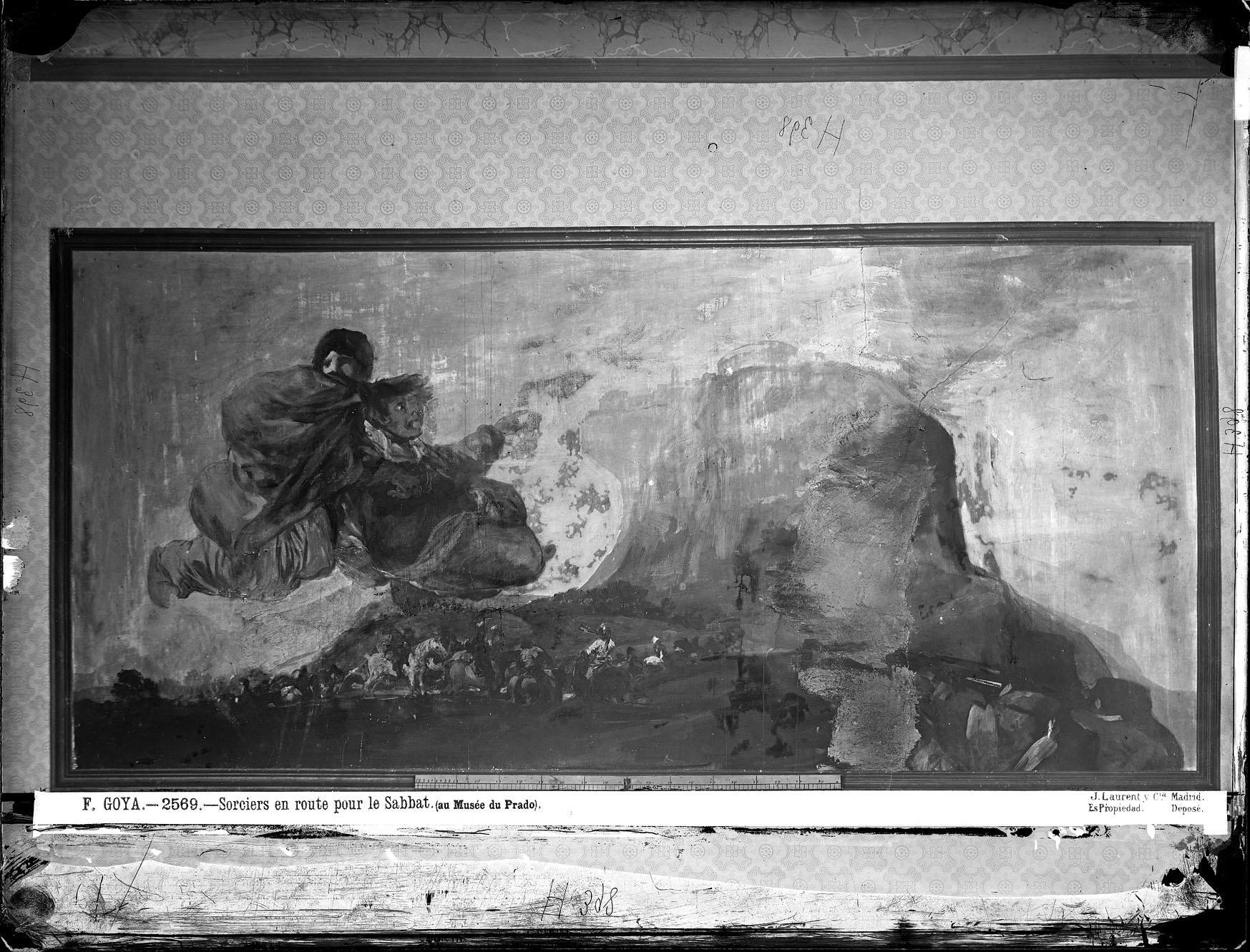
Asmodée à la Quinta de Goya, en 1874 Photographie de J. Laurent, conservée aux Archives Ruiz Vernacci. L’indication « musée du Prado » fut ajoutée au négatif en 1890 par les successeurs de Laurent.

La peinture était située à droite de la porte de l’étage, face au mur où était peint Les Moires.
En 1873, Émile Baron d'Erlanger (1832-1911) était propriétaire de la maison de Goya la Quinta del Sordo où était peinte la scène avec le reste des peintures noires. Elle fut transformée, à l’instar des autres peintures noires, en huile sur toile en 1874 par Salvador Martínez Cubells, sur commande du baron Émile d'Erlanger  un banquier français, d'origine allemande, qui avait l'intention de la vendre à l'Exposition universelle de Paris en 1878. Cependant, ce travail n'attira pas les acheteurs et il en fit don en 1881 au musée du Prado, où il est exposé. Cubells Salvador Martínez (1842-1914), était restaurateur du musée du Prado et membre de l'Académie royale des Beaux-Arts de San Fernando. Il passa la peinture sur plâtre sur une toile d'après le goût de l'époque. Martinez Cubells fut assisté par ses frères Enrique et Francisco (...) 
Avant de la transférer sur plâtre, il photographia les peintures in situ sur un mur du salon du rez-de-chaussée. L’original est un daguerréotype de 27 x 36 cm, conservé aux Archives Ruiz Vernacci, à Madrid.

## Description
À gauche du tableau, figurent deux personnages volants énigmatiques. L’un a été associé avec le démon Asmodée du Livre de Tobit.  Le personnage aux vêtements sombres pointe une montagne au sommet duquel se trouve un édifice rond interprété comme un château ou des arènes. À ses côtés se trouvent d’autres bâtisses dont certaines avec des tours qui dépassent. Au pied de la montagne s’étend une plaine sombre avec des scènes de combats. Deux soldats en uniformes français au premier plan visent un groupe de résistants en fond.

## Analyse
Asmodée est une figure mythique qui inspira El diablo Cojuelo (1641), de Luis Vélez de Guevara, une œuvre satirique où le Diable emporte dans les airs don Cléophas et, depuis le ciel, ces deux sont capables de s’introduire dans l’intimité des personnes et de contempler leurs vices. D’après cette clé, Goya représente une vision féminine du Diable Cojuelo qui transporterait don Cléophas. Cependant, cette interprétation n’explique pas la scène de guerre que l’on voit dans la plaine.
Enrique Lafuente Ferrari tenta d’associer cette interprétation en expliquant la scène de guerre. Il fait d’Asmodée le symbole de l’ire qui symbolise les éminentes destructions associées à la guerre d’indépendance espagnole, ou celles de l’invasion du duc d’Angoulème, la restauration de Ferdinand VII et les soulèvements liés à la fin du triennat libéral. Le génie de la destruction indiquerait, sur le promontoire rocheux, un village typique espagnol avec son église et ses arènes, menacé par le chaos.

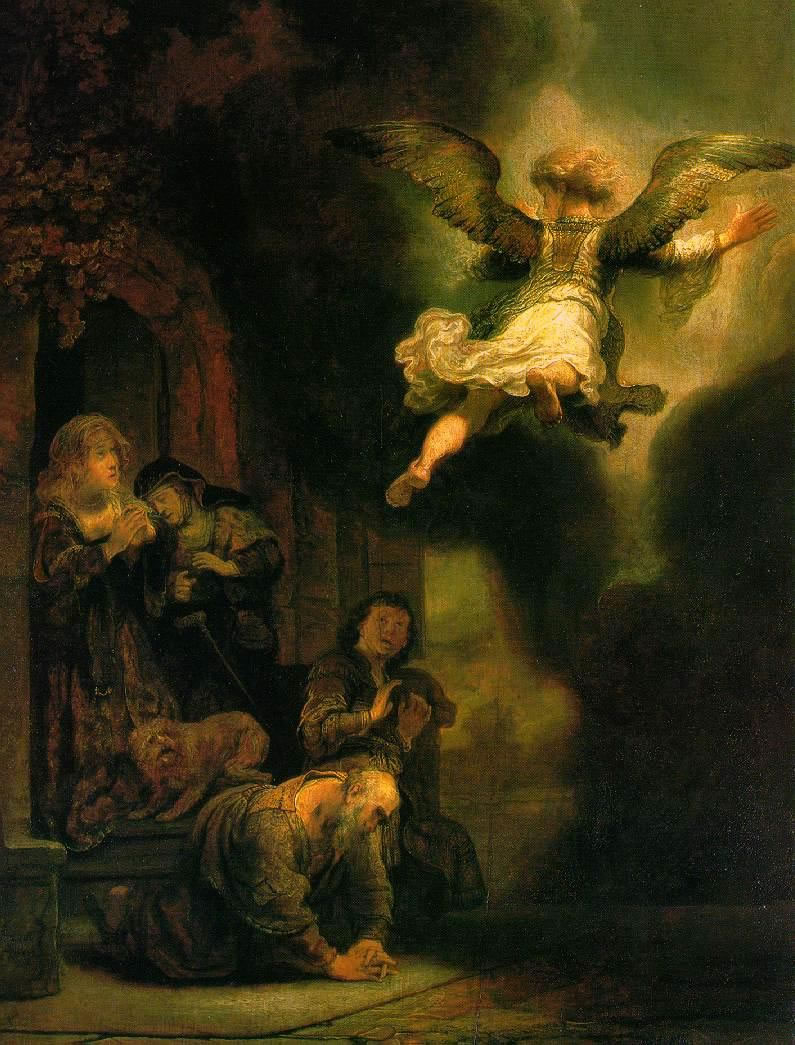
L’ange s’éloignant de la famille de Tobias, 1637, Rembrandt (huile sur bois, 68 × 52 cm, Musée du Louvre)

Valeriano Bozal signale que le même thème fut traité par Rembrandt, dans sa toile L’ange s’éloignant de la famille de Tobias, mais avec un traitement iconographique très différent, ce qui fait peser un doute sur la thématique réelle de l’œuvre de Goya. Il n’existe aucune indication sur deux personnages, bien qu’Asmodée soit généralement associé à celui qui indique le village.  Asmodée pourrait enlever Sara puisque le manteau n’est pas une caractéristique des anges.
Une autre interprétation peut être faite à partir du titre donné par le musée du Prado : « Vision fantastique ». D’après celle-ci, deux sorcières volent, comme dans Vol de sorciers (1798) 
 L’interprétation serait énigmatique comme dans nombre de ses Caprichos ou dans les Disparates. Une scène de guerre réaliste serait lors un élément à la fois réaliste, onirique ou fantastique, dans un paysage rappelant sa toile Attaque d’une forteresse sur un rocher.
D’autres interprétations ont été proposées. On peut signaler celle de Diego Angulo Íñiguez, qui postule un lien avec Icare ; celle de John Moffit qui le lie avec le mythe de Prométhée,  « ici nous voyons le Dieu Minerve transportant Prométhée vers un sommet, le mont Caucase, alors que des soldats modernes et vêtus à la française visent avec leurs fusils  »
La partie supérieure est peinte avec couche de peinture très légère, la partie basse est plus chargée en peinture et en touches de lumière. La gamme chromatique, à l’instar du reste des peintures noires est limitée aux noirs, aux terres, à l’ocre et aux rouges, avec quelques bleus-gris pour souligner les effets d’éloignements avec la perspective aérienne.